# 生活協同組合コープえひめ
生活協同組合コープえひめ（せいかつきょうどうくみあいコープえひめ）は、1974年7月12日に発足した生活協同組合である。本部は愛媛県松山市である。2004年10月1日にえひめ生活協同組合と新居浜市に本部を置く生活協同組合アイコープと合併し、生活協同組合コープえひめとなった。
スーパーマーケットは松山市に5店舗、今治市に2店舗（喜田村、今治）、新居浜市に5店舗、四国中央市に1店舗の合計13店舗ある（新居浜市・四国中央市内の全店、および今治市の今治店は旧生活協同組合アイコープからの継承店舗）。南予地区には現在店舗はない。なお、松山市を中心に店舗展開するスーパー「松山生協」は松山市農業協同組合の関連会社によるもので、当生協とは無関係である。
共同購入の支所は松山南・松山北・松山東・松山西（共に松山市）の4支所、今治、西条、新居浜、西予市、大洲、宇和島の全10支所がある。
2003年からで県内の児童を対象に行っているえひめ児童版画コンクール「天才ちるどれん」の主催している。
1977年に開設。所有していた新居浜市の結婚式場「ユアーズ」が2021年2月10日に閉鎖されていた。

## 店舗一覧
松山市
- コープ余戸
- コープ久米
- コープ束本
- コープひさえだ
- コープ三津

今治市
- コープ喜田村
- コープ今治

新居浜市
- コープ山根
- コープ中萩
- コープ金子
- コープ宇高
- コープ神郷

四国中央市
- コープ土居